# Ellipteroides acustylatus
Ellipteroides acustylatus är en tvåvingeart som först beskrevs av Alexander 1962.  Ellipteroides acustylatus ingår i släktet Ellipteroides och familjen småharkrankar. Inga underarter finns listade i Catalogue of Life.